# Forêt d'Eshtaol
La forêt d'Eshtaol (en hébreu : יער אשתאול) est une forêt en Israël, située au nord de Bet Shemesh et à proximité de Ta'oz (en) et Neve Shalom - Wahat as Salam. Elle est bordée à l'Est par la forêt des Martyrs.
La forêt, qui est l'une des plus grandes forêts d'Israël, est un espace de loisirs populaire. Tout comme la majorité des forêts du pays, elle a été plantée par le Fonds national juif, qui continue de l'étendre. La forêt couvre une superficie de 12 000 dounam (12 km2).